# メイズ・オヴ・オナー・タルト
メイズ・オヴ・オナー・タルト（英語: Maids of Honour tart）はイングランドの伝統的な焼き菓子で、甘みをつけたチーズカードをつめたパイ生地を用いたタルトである。別名メイズ・オヴ・オナー・ケーキ（Maids of Honour cake）。

## 製法
薄いパイ生地にバターシロップをつけ、中にカードなどを用いたクリームを入れた菓子である。カッテージチーズやクリームチーズを用いるレシピもある。
ジャムやアーモンド、ナツメグを加える場合もある。ベイクウェルタルトなど他のイギリスの伝統菓子に似た製法で作られ、生地やフィリングについてはいくつかバリエーションがある。 

## 由来
伝説によると、このタルトはヘンリー8世の時代までさかのぼると言われている。このタルトについて広く知られている俗説として、王妃のメイド・オヴ・オナー（女官たち）がケーキを食べているところを見て、そのケーキを食べてみたいと王が所望したという逸話がある。王はこのケーキを美味しいと思い、女官たちにちなんだ名をつけたという。さらに話を大きくして、そのタルトを作った女官は監禁されて王のためだけに菓子を作らねばならなくなったという物語もある。さらにまた別の話として、このタルトはその時女官であり、ヘンリー8世のために菓子を作ったアン・ブーリンにちなんで名付けられたという伝承もある。
しかしながらこうした逸話はいずれも伝承にすぎないため信憑性は薄く、正確なことはよくわかっていない。最初にこのタルトが「メイズ・オヴ・オナー」という名称で印刷物に記載されたのは1769年頃のことであり、18世紀末のレシピも残っている。

## キューの銘菓
18世紀初頭頃からリッチモンドにはメイズ・オヴ・オナーを売る店があったと言われている。サリー州のキュー、キュー植物園の近くにあるニューウェンズのティールームは「元祖メイズ・オヴ・オナー」("The Original Maids of Honour") を名乗っており、1850年にレシピを買い取って営業を始めた。店頭でヘンリー8世の時代の物語も紹介されている。

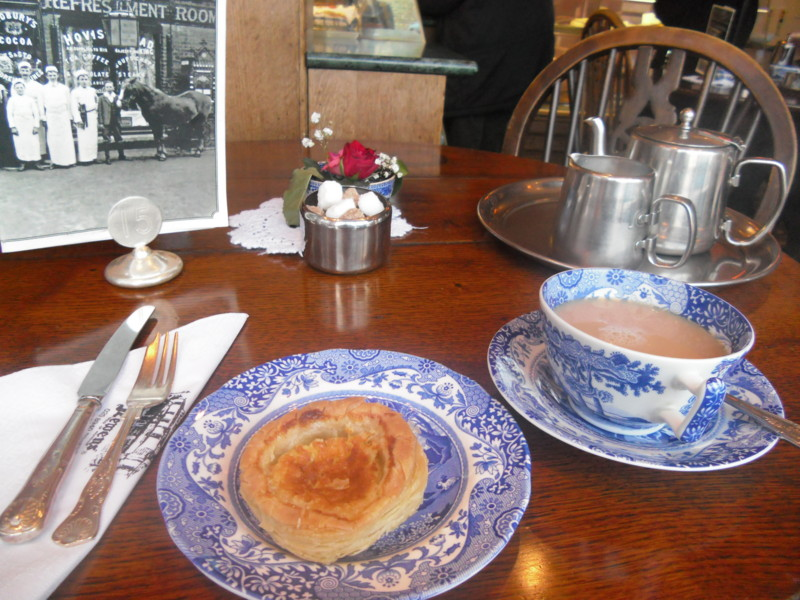
キューにある元祖メイズ・オヴ・オナーの店